# Pierre-François-Léonard Fontaine
Pierre-François-Léonard Fontaine ([pjɛʁ frɑ̃swa leɔnaːʁ fɔ̃tɛn]; 20. září 1762 Pontoise ve Val-d'Oise – 10. října 1853 Paříž) byl francouzský klasicistní architekt, interiérový návrhář a designér.

## Život a dílo
Fontaine pracoval od roku 1794 v tak úzkém partnerství s Charlesem Percierem, původně přítelem ze studentských let, že je obtížné rozlišit jejich práci. Žili spolu a společně byli tvůrci a hlavními zastánci bohaté, velkolepé a vědomě archeologické formy klasicismu, známé jako styly directoire a empír.
Jednou z jejich významných spoluprací byl oblouk Arc de Triomphe du Carrousel. Fontaine se také významně podílel na budově Galerie d'Orléans, přestavěné v roce 1830 na místě bývalých Galeries de Bois v Paříži.
Po Percierově smrti v roce 1838 navrhl Fontaine v jejich charakteristickém stylu hrobku na hřbitově Père Lachaise. Po smrti přítele se Fontaine oženil. Po Fontainově smrti v roce 1853 bylo podle jeho přání jeho tělo uloženo do Percierovy hrobky.